# Setyadjit Soegondo
Raden Mas Setyadjit Soegondo (Dengon (Nederlands-Indië), 7 juni 1907 - Madiun (Indonesië), 20 december 1948) was een Nederlands politicus afkomstig uit Nederlands-Indië.
Hij was een Indonesische nationalist die van november 1945 tot juni 1946 lid was van de Tweede Kamer (Nood-parlement). Voor de oorlog was hij de voorman van de Perhimpoenan Indonesia, de Indonesische studentenvereniging. Tijdens de oorlog was hij in Nederland actief in het verzet.
Vanaf 1946 was hij een socialistisch politicus in Indonesië: onderminister van november 1946 tot juli 1947 (kabinet-Sjahrir III) en vervolgens vicepremier van juli 1947 tot januari 1948 (kabinetten Amir Sjarifoeddin I en II). Hij behoorde tot de gematigde nationalisten en stond op goede voet met Schermerhorn, die hij al tijdens de oorlog had leren kennen. Hij kwam in 1948 om bij de bloedige onderdrukking door het Indonesische regeringsleger van een opstand in Madioen op Midden-Java. Hij werd geëxecuteerd in Ngalihan.